# 711 a.C.
Il 711 a.C. (DCCXI a.C. in numeri romani) è un anno  dell'VIII secolo a.C.

## Nati
- 13 febbraio - Jinmu, imperatore giapponese († 585 a.C.)